# Flora di Porto Rico
La flora di Porto Rico, come quella di molte altre isole, è caratterizzata da un elevato endemismo e da una bassa biodiversità.
Il clima tropicale, con le sue abbondanti precipitazioni durante tutto l'arco dell'anno, permette la crescita di una rigogliosa e fitta vegetazione spontanea, in particolar modo nella regione centrale dell'isola. Si hanno quindi numerose specie di piante epifite e di felci, nonché di palme, soprattutto in prossimità delle zone costiere e nei litorali. Nella regione meridionale, che presenta un clima leggermente più secco e arido, vi sono alcune specie di piante succulente, tra cui molti cactus, e la vegetazione è, in media, più bassa e rada. La Ceiba e il Flor de Maga, entrambi simboli nazionali, sono presenti in tutto il territorio.

## Lista della flora endemica di Porto Rico
Questa lista è suscettibile di variazioni e potrebbe essere incompleta o non aggiornata.

Questa lista è ordinata alfabeticamente secondo la nomenclatura binomiale.
Amaryllidaceae
- Zephyranthes puertoricensis

Apocynaceae
- Forsteronia portoricensis
- Tabernaemontana oppositifolia

Aquifoliaceae
- Ilex cookii
- Ilex sintenisii
- Ilex urbaniana

Araliaceae
- Dendropanax laurifolius
- Schefflera gleasonii

Arecaceae
- Calyptronoma rivalis
- Coccothrinax alta
- Gaussia attenuata

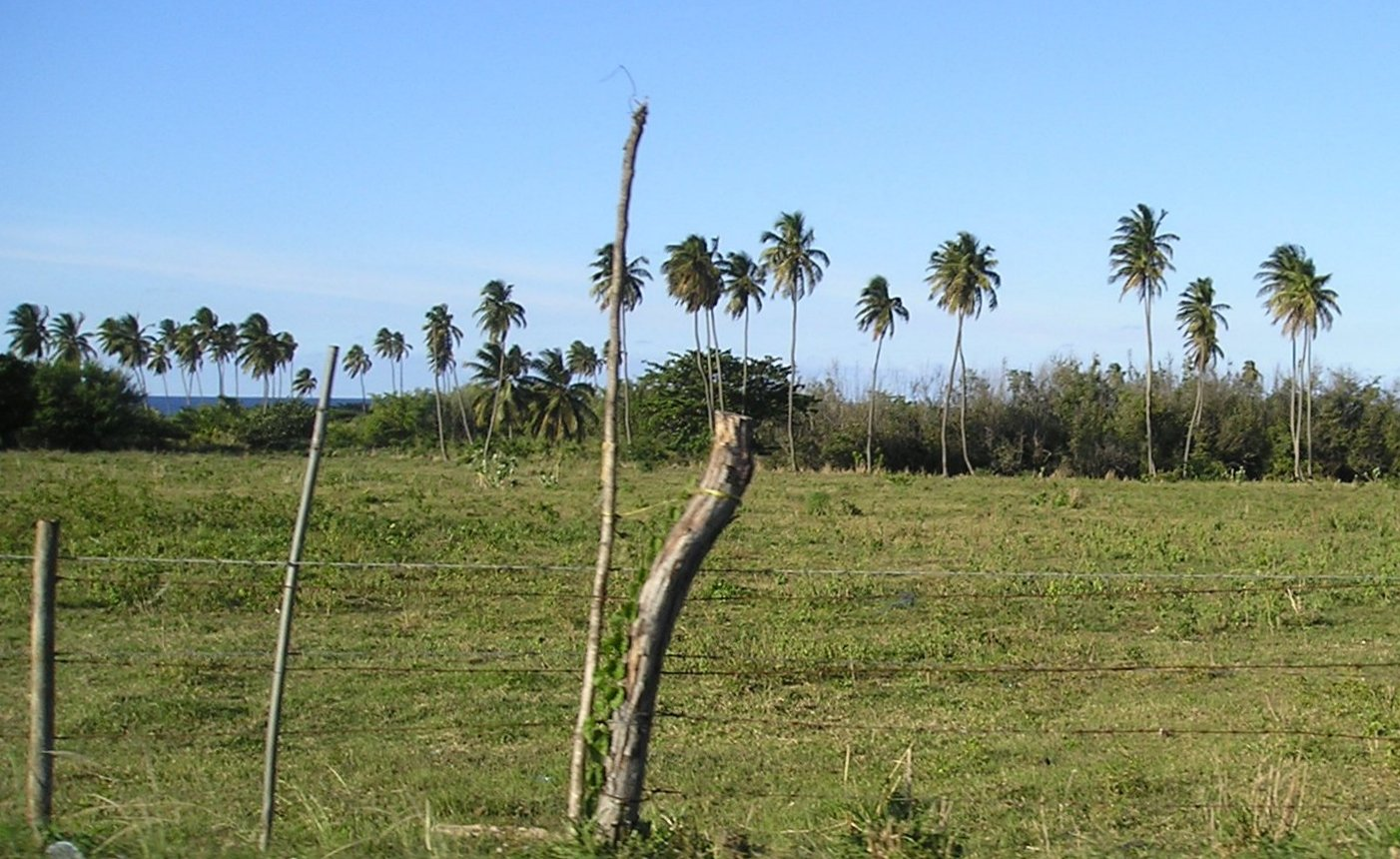
Palme nei pressi di Hatillo

- Roystonea borinquena (Palma reale portoricana)

Asclepiadaceae
- Marsdenia elliptica
- Matelea sintenisii
- Matelea variifolia

Asteraceae
- Chromolaena borinquensis
- Critonia portoricense
- Koanophyllon dolicholepis
- Koanophyllon polyodon
- Mikania odoratissima
- Mikania porosa
- Vernonia proctorii

Begoniaceae
- Begonia decandra

Bignoniaceae
- Crescentia portoricensis
- Tabebuia haemantha

Boraginaceae
- Cordia bellonis
- Cordia wagneriorum

Bromeliaceae
- Hohenbergia antillana

Buxaceae
- Buxus portoricensis

Cactaceae
- Harrisia portoricensis
- Leptocereus quadricostatus

Campanulaceae

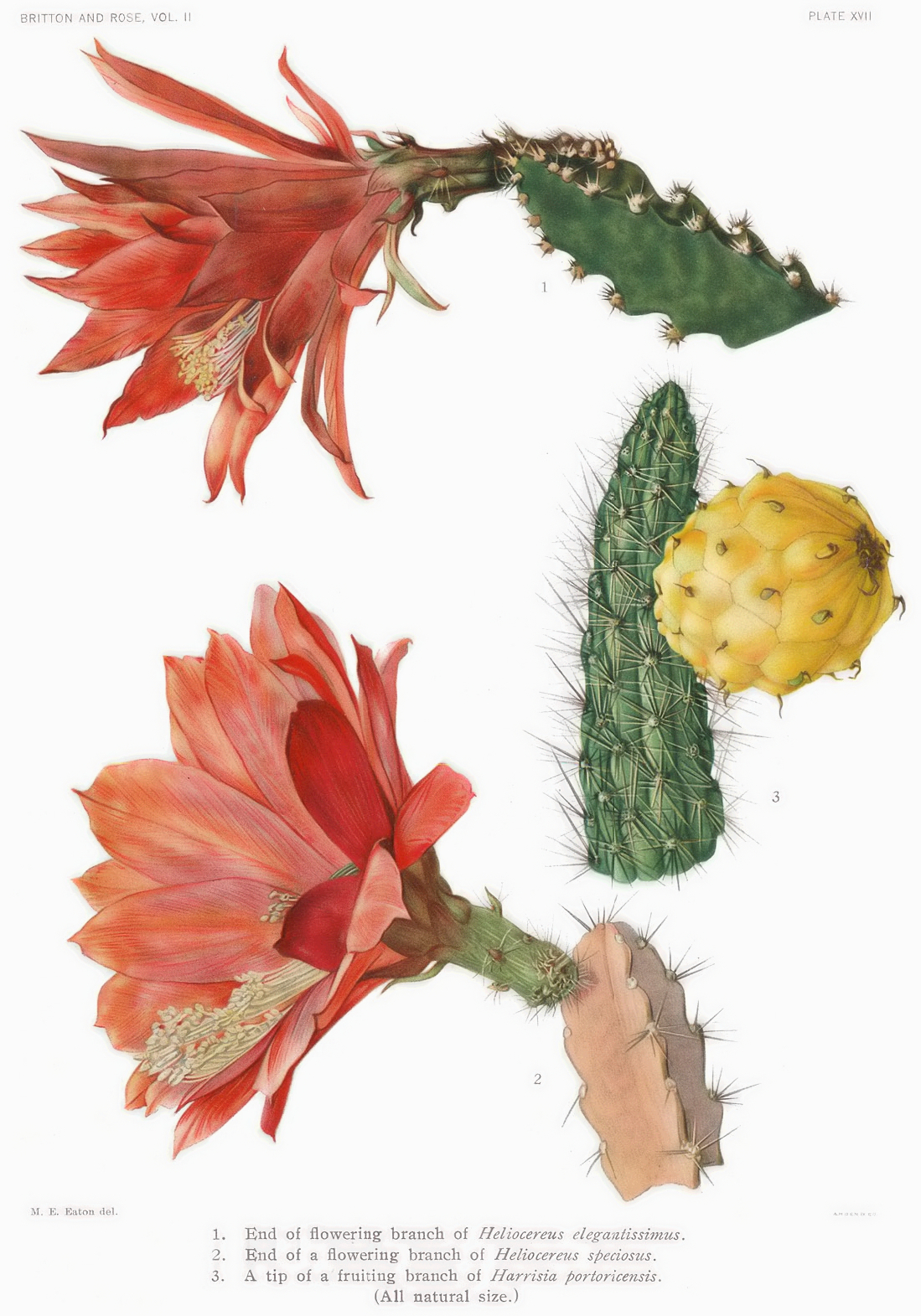
Harrisia portoricensis

- Lobelia assurgens o Lobelia portoricensis

Canellaceae
- Pleodendron macranthum

Celastraceae
- Maytenus cymosa
- Maytenus ponceana

Clusiaceae
- Clusia gundlachii

Cyatheaceae
- Cyathea portoricensis

Cyperaceae
- Eleocharis sintenisii

Ebenaceae
- Diospyros sintenisii

Ericaceae
- Lyonia truncata o Lyonia proctorii

Euphorbiaceae
- Acalypha bisetosa
- Acalypha portoricensis
- Hyeronima clusioides

Fabaceae-Papilionaceae
- Calliandra locoensis
- Neorudolphia volubilis
- Poitea florida

Flacourtiaceae
- Banara portoricensis

Gesneriaceae
- Gesneria citrina
- Gesneria cuneifolia
- Gesneria pedunculosa

Icacinaceae
- Ottoschulzia rhodoxylon

Lauraceae
- Licaria brittoniana

Loranthaceae
- Dendropemon bicolor

Magnoliaceae
- Magnolia portoricensis
- Magnolia splendens

Malpighiaceae
- Heteropteris wydleriana
- Stigmaphyllon floribundum

Malvaceae
- Thespesia grandiflora (Flor de maga)

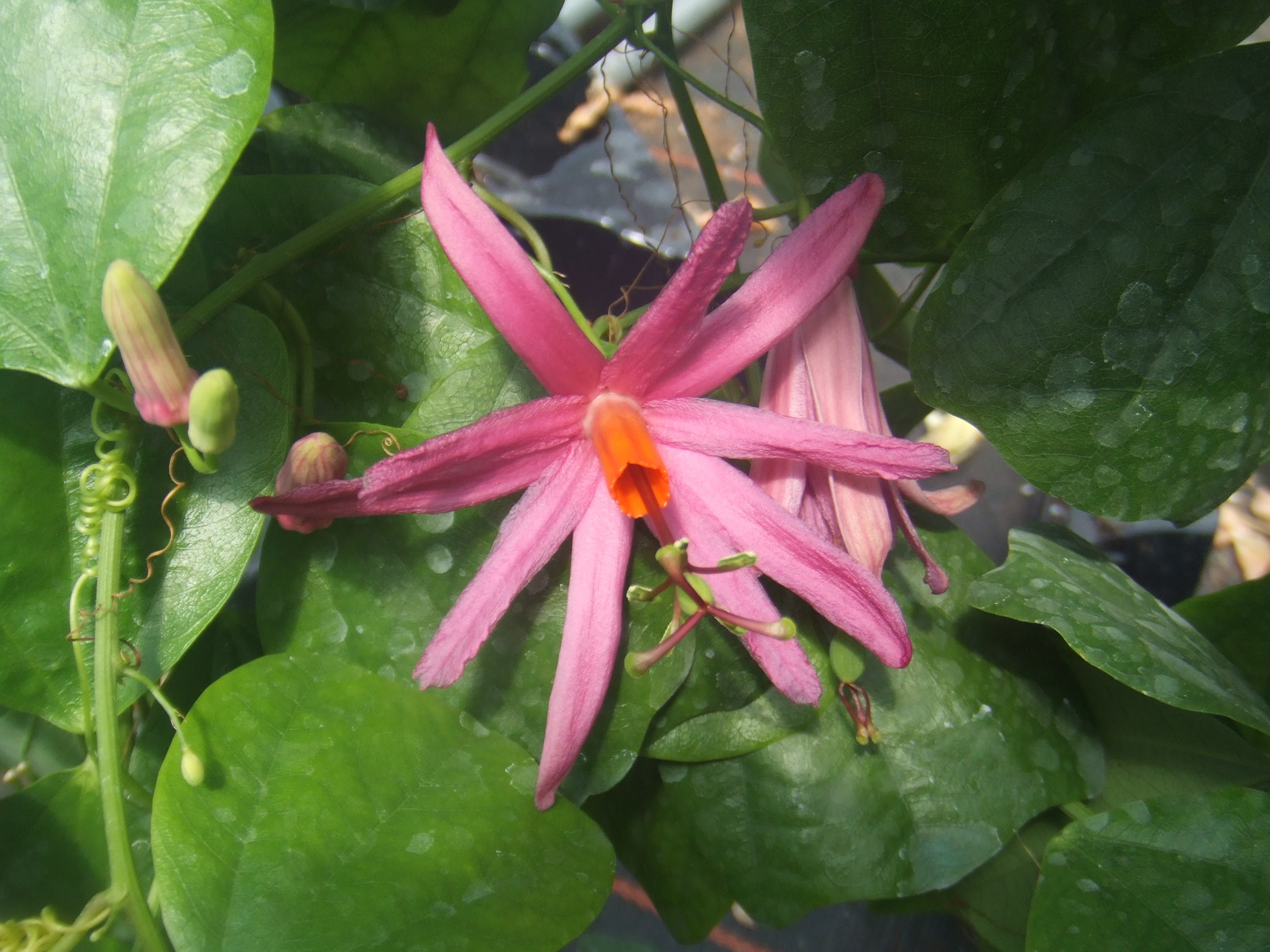
Passiflora tulae

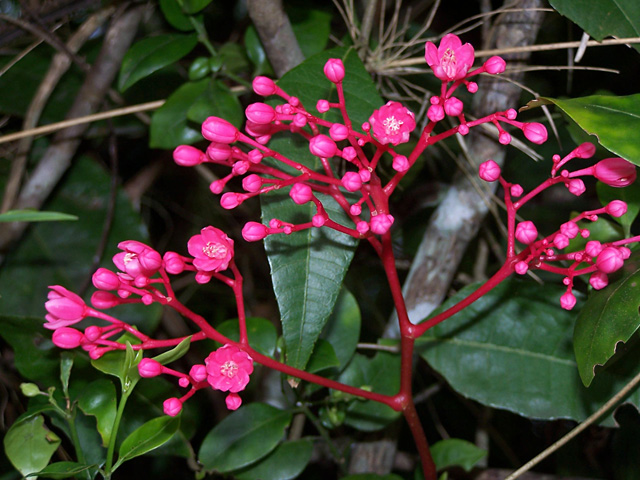
Simarouba tulae

Melastomataceae
- Henriettea membranifolia
- Heterotrichum cymosum
- Sagraea portoricensis

Meliaceae
- Trichilia triacantha

Moraceae
- Ficus stahlii

Myrtaceae
- Calyptranthes acevedoi
- Calyptranthes estremerae
- Calyptranthes luquillensis
- Eugenia eggersii
- Eugenia padronii
- Eugenia stewardsonii
- Marlierea sintenisii
- Myrcia margarettae
- Myrcia paganii
- Psidium amplexicaule
- Psidium sintenisii

Nyctaginaceae
- Neea buxifolia

Olacaceae
- Schoepfia arenaria

Orchidaceae
- Brachionidium ciliolatum
- Cranichis ricartii
- Leochilus puertoricensis
- Lepanthes caritensis
- Lepanthes eltoroensis
- Lepanthes woodburyana
- Lepanthes caritensis
- Psychilis kraenzlinii
- Psychilis krugii
- Psychilis monensis
- Lepanthes stimsonii

Passifloraceae
- Passiflora tulae

Pentaphylacaceae
- Ternstroemia luquillensis
- Ternstroemia subsessilis

Phyllanthaceae
- Hyeronima clusioides

Phytolaccaceae
- Trichostigma

Piperaceae
- Peperomia maxonii

Poaceae
- Aristida chaseae
- Aristida portoricensis

Polygalaceae
- Coccoloba rugosa
- Polygala cowellii

Polygonaceae
- Coccoloba pyrifolia
- Coccoloba swartzii f. urbaniana

Polypodiaceae
- Asplenium corderoanum
- Tectaria estremerana
- Thelypteris abdita
- Thelypteris hildae
- Thelypteris inabonensis
- Thelypteris rheophyta
- Thelypteris verecunda
- Thelypteris yaucoensis

Rhamnaceae
- Reynosia krugii
- Rhamnus sphaerosperma

Rubiaceae
- Antirhea obtusifolia
- Antirhea portoricensis
- Antirhea sintenisii
- Mitracarpus maxwelliae
- Mitracarpus portoricensis
- Randia portoricensis
- Rondeletia inermis

Salicaceae
- Xylosma pachyphyllum

Sapindaceae
- Thouinia striata

Sapotaceae
- Chrysophyllum pauciflorum
- Manilkara pleeana
- Micropholis garciniifolia
- Sideroxylon portoricense

Schizaeaceae
- Anemia portoricensis

Schoepfiaceae - Olacaceae
- Schoepfia arenaria

Selaginellaceae
- Selaginella laxifolia

Simaroubaceae
- Simarouba tulae

Solanaceae
- Goetzea elegans
- Solanum drymophilum

Styracaceae
- Styrax portoricensis

Thymelaeaceae
- Daphnopsis helleriana

Urticaceae
- Pilea leptophylla

Verbenaceae
- Cornutia obovata

Zamiaceae
- Zamia ambiphyllidia
- Zamia portoricensis